# Bassens (Savoie)
Bassens ist eine französische Gemeinde mit 5118 Einwohnern (Stand 1. Januar 2022) im Département Savoie in der Region Auvergne-Rhône-Alpes. Die Bewohner werden Bassinots und Bassinotes genannt.
Die Gemeinde erhielt 2022 die Auszeichnung „Eine Blume“, die vom Conseil national des villes et villages fleuris (CNVVF) im Rahmen des jährlichen Wettbewerbs der blumengeschmückten Städte und Dörfer verliehen wird.

## Geographie
Bassens liegt auf 320 m, etwa 2 km nordöstlich der Stadt Chambéry (Luftlinie). Das Dorf erstreckt sich im Westen des Département Savoie, am Südrand des Massivs der Bauges und am Fuß des Mont, in der Talfurche von Chambéry.
Die Fläche des 3,11 km² großen Gemeindegebiets umfasst einen Abschnitt der Talsenke von Chambéry. Die südliche Grenze verläuft im Bereich der Leysse, welche durch die von eiszeitlichen Gletschern geschaffene Talfurche von Chambéry fließt und das Gebiet nach Westen zum Lac du Bourget entwässert. Von der Talebene erstreckt sich das Gemeindeareal nordwärts über den Hang von Bassens bis auf den Hügel des Mont, mit 530 m die höchste Erhebung von Bassens. Dieser Hügel bildet den südlichen Ausläufer der Kette des Mont Revard und reicht als felsiger Querriegel weit in die Talsenke hinaus.
Nachbargemeinden von Bassens sind Saint-Alban-Leysse im Osten, Barberaz im Süden sowie Chambéry im Westen.

## Geschichte
Das Gemeindegebiet von Bassens war bereits während der Römerzeit besiedelt, was anhand verschiedener Funde nachgewiesen werden konnte.
Erstmals urkundlich erwähnt wird Bassens um 1100 unter der Bezeichnung Ecclesia de Basinis. Im Lauf der Zeit wandelte sich die Schreibweise von Baisins (12. Jahrhundert) über Bacins (1224), Bassinum (1234), Bassin (1675) zu Bassins (1732). Der Ortsname geht auf den burgundischen Personennamen Basso zurück und bedeutet so viel wie bei den Leuten des Basso. Im Mittelalter war Bassens Mittelpunkt der Herrschaft Bressieu. In Bassens bestand ein Priorat, das von der Sainte-Chapelle in Chambéry abhängig war.

## Sehenswürdigkeiten
Die Pfarrkirche wurde im 19. Jahrhundert im Stil der Neugotik erbaut. Einige Reste des ehemaligen Priorats sind erhalten. Das Schloss Bressieux geht auf das 16. Jahrhundert zurück; seine heutige Gestalt mit zwei Rundtürmen erhielt es beim Umbau im 18. Jahrhundert. Heute ist es Teil des Psychiatrischen Spitals und in Teilen als Monument historique eingeschrieben. Mehrfach umgestaltet wurde der ehemalige Herrschaftssitz Lambert.

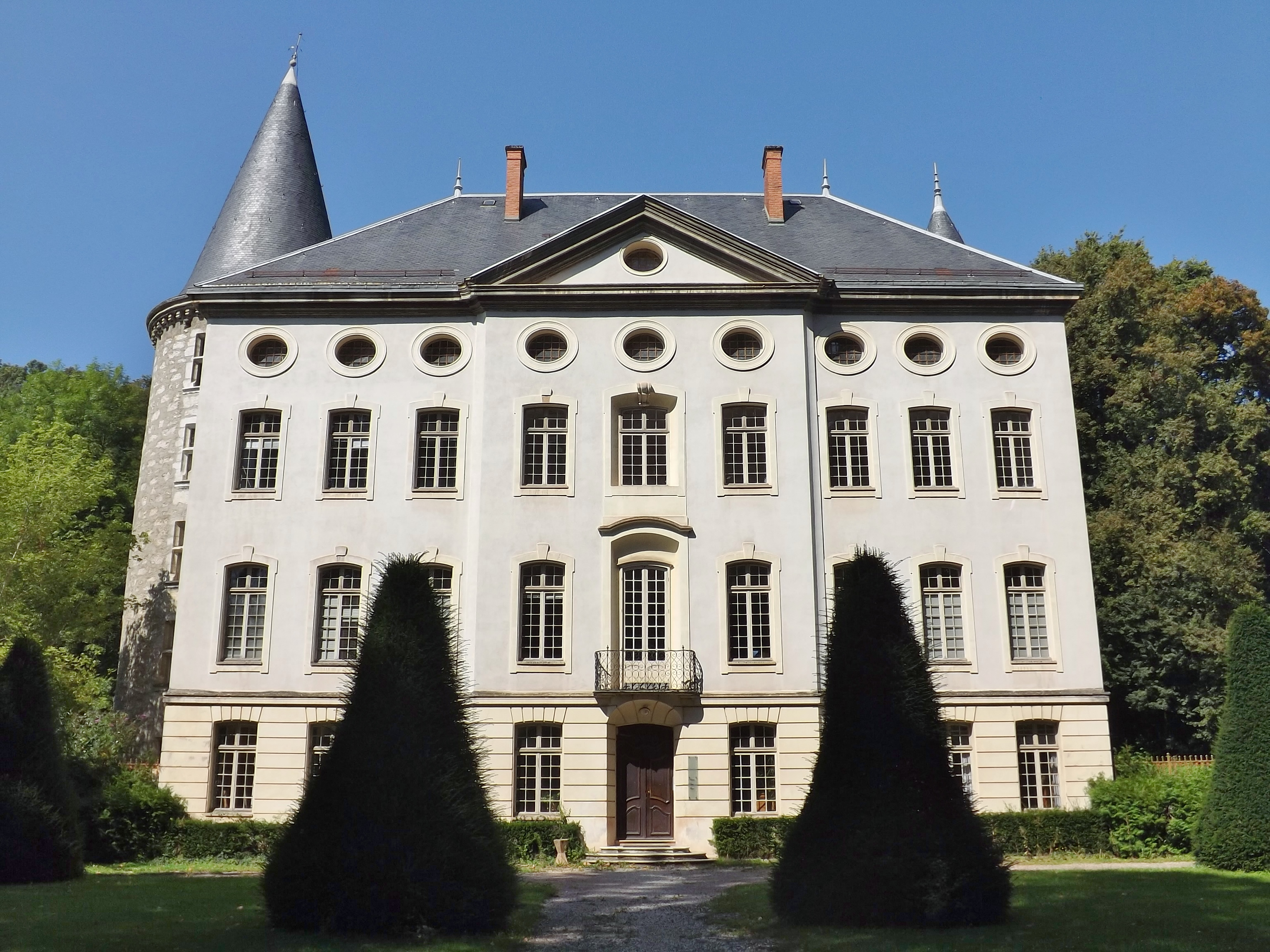
Schloss Bressieux
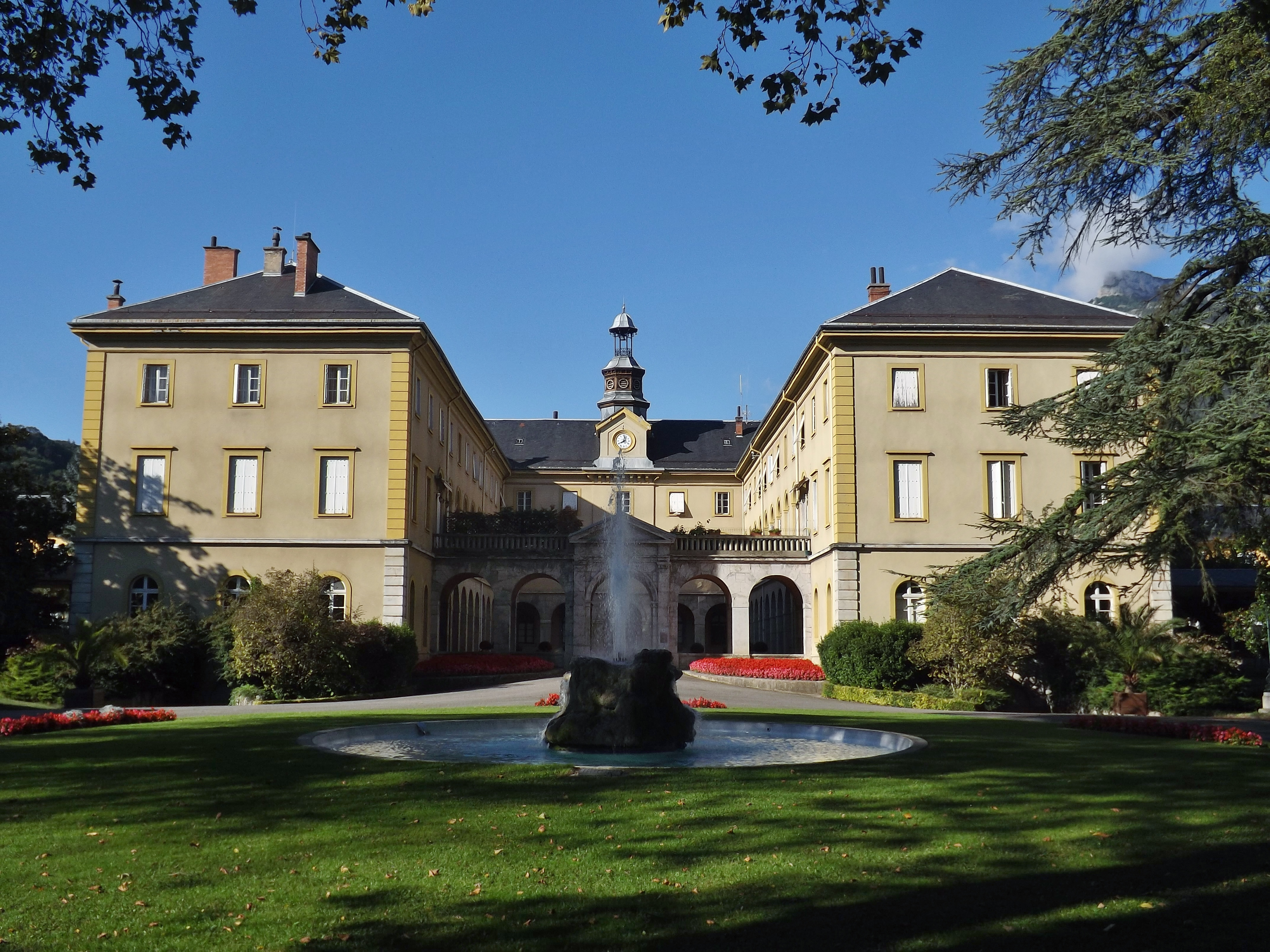
Hauptgebäude des Psychiatrischen Spitals
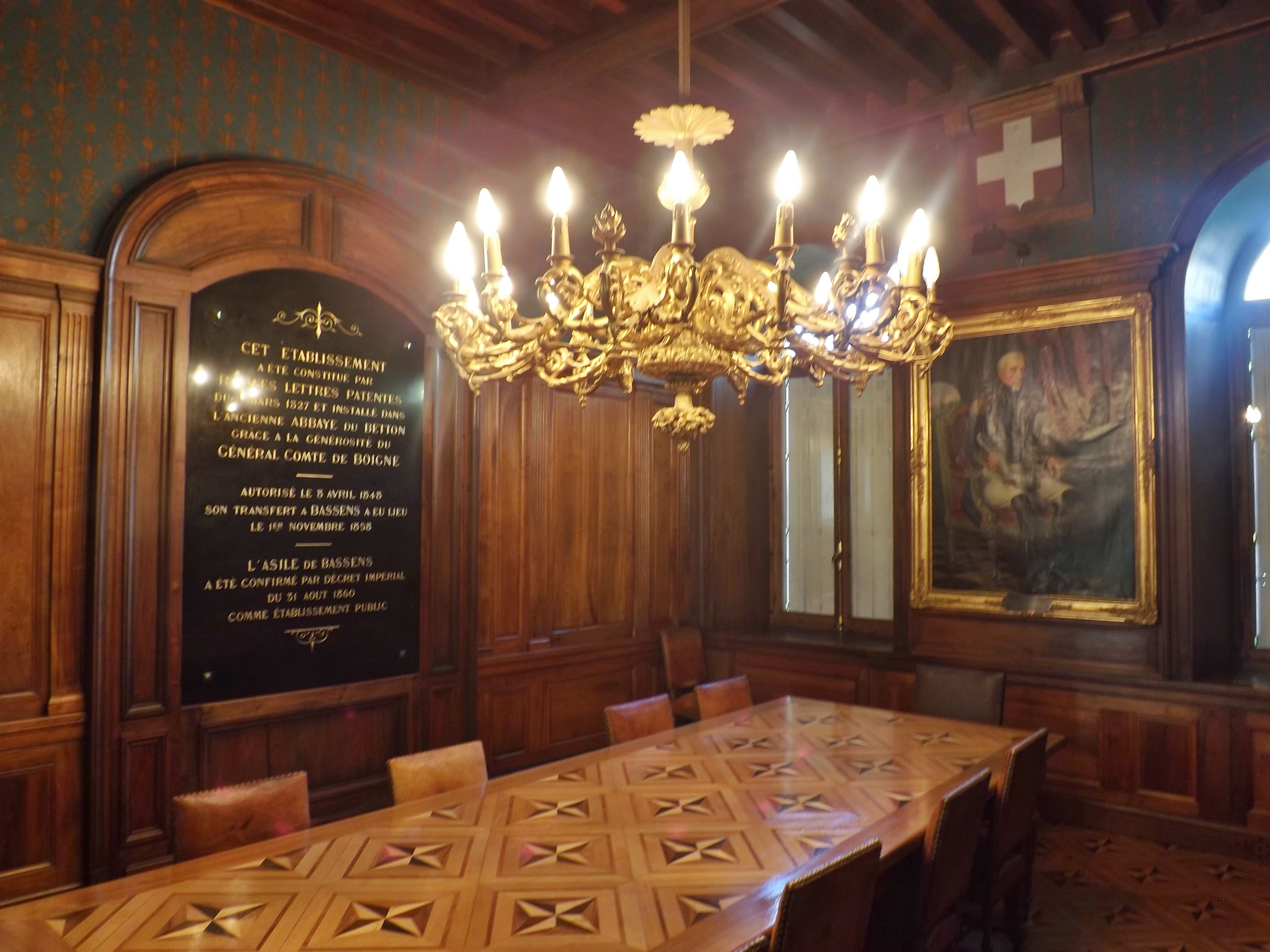
Ehemaliger Sitzungssaal
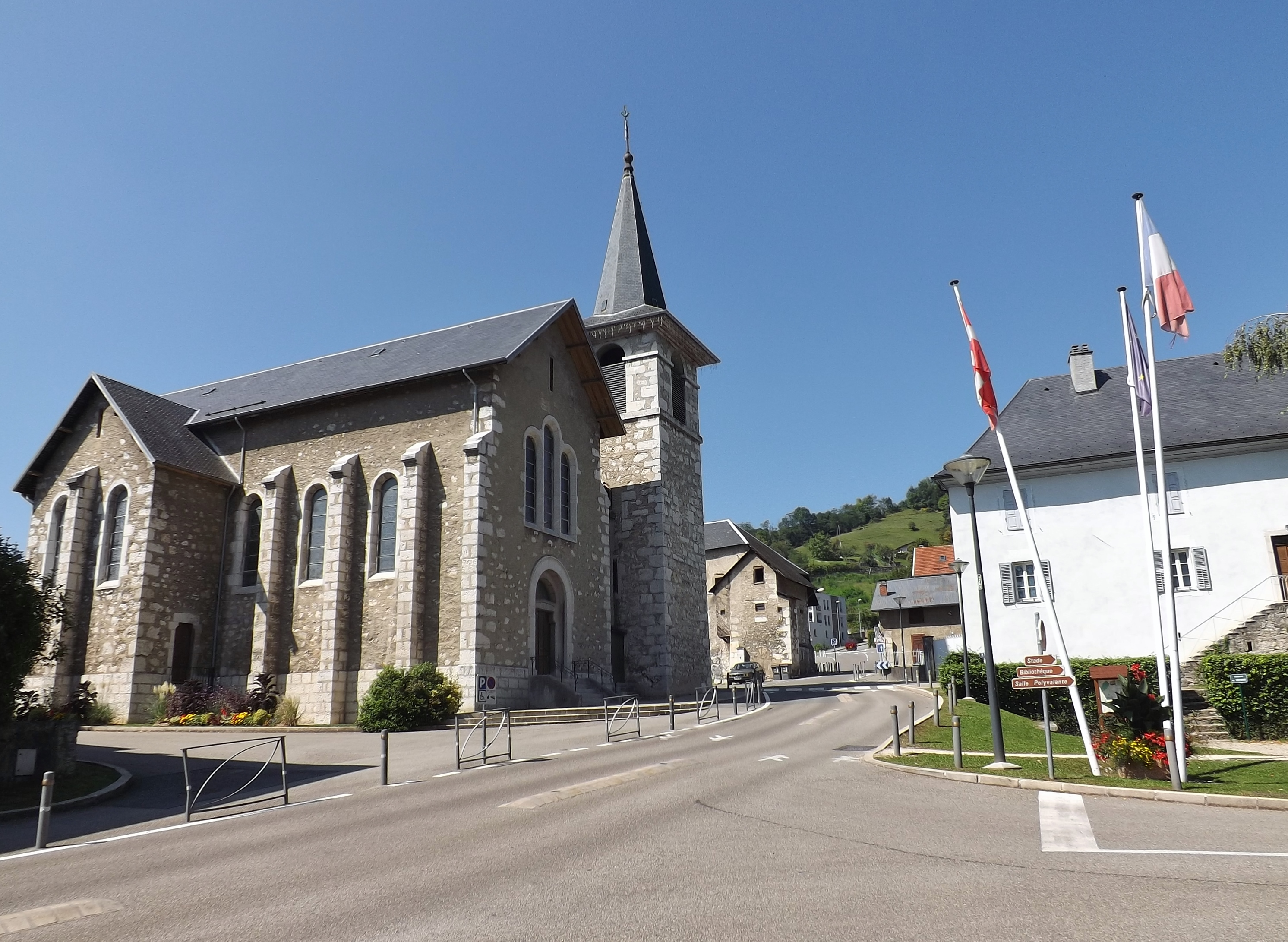
Pfarrkirche Saint-Barthélemy und Ortszentrum

## Bevölkerung
| Jahr                       | 1962 | 1968 | 1975 | 1982 | 1990 | 1999 | 2009 | 2020 |
| Einwohner                  | 3009 | 3548 | 4016 | 3625 | 3577 | 3503 | 3709 | 5063 |
| Quellen: Cassini und INSEE |      |      |      |      |      |      |      |      |

Mit 5118 Einwohnern (Stand 1. Januar 2022) gehört Bassens zu den mittelgroßen Gemeinden des Département Savoie. Bis Mitte der 1980er Jahre wurde eine markante Bevölkerungszunahme verzeichnet. Seither war die Einwohnerzahl wieder leicht rückläufig, bis sie mit den 2000er Jahren wieder anstieg. Bassens gehört zur Agglomeration Chambéry. Das Siedlungsgebiet ist heute lückenlos mit demjenigen der Nachbargemeinden Chambéry, Barberaz und Saint-Alban-Leysse zusammengewachsen.

## Wirtschaft und Infrastruktur
Bassens war bis ins 20. Jahrhundert hinein ein vorwiegend durch die Landwirtschaft, insbesondere den Weinbau, geprägtes Dorf. Noch heute spielt der Weinbau an den Sonnenhängen oberhalb des Dorfes eine gewisse Rolle. In der Talebene entstanden in den letzten Jahrzehnten mehrere Gewerbe- und Industriezonen. Hier ließen sich verschiedene Betriebe des Bau- und Transportgewerbes, Handelsfirmen, Dienstleistungsbetriebe und Einkaufsgeschäfte nieder. Bassens ist Standort des Psychiatrischen Spitals des Département Savoie.
Die Ortschaft ist verkehrsmäßig sehr gut erschlossen. Sie liegt nahe der Departementsstraße und ehemaligen Nationalstraße D1006, die von Lyon via Chambéry nach Modane führt. Weitere Straßenverbindungen bestehen mit Saint-Alban-Leysse und Verel-Pragondran. Der nächste Anschluss an die Autobahn A43 befindet sich in einer Entfernung von rund zwei Kilometern.